# 多姆峰
多姆峰（Dom）是阿爾卑斯山脈的山峰，位在瑞士境內，海拔4,545公尺。多姆峰是彭尼内山的一部分，位於瓦萊州蘭達與薩斯費山谷之間，是阿爾卑斯山脈第三高峰，也是瑞士境內第二高峰（僅次於羅莎峰）。